# Morganville (New Jersey)
Morganville – jednostka osadnicza w Stanach Zjednoczonych, w stanie New Jersey, w hrabstwie Monmouth.